# Nicolás Uriarte
Nicolás Uriarte (* 21. März 1990 in Buenos Aires) ist ein argentinischer Volleyballspieler.

## Karriere
Uriarte wurde 2008 mit den argentinischen Junioren Südamerikameister. In der Saison 2008/09 spielte er in der heimischen Liga für Mendoza Volei. Anschließend ging er in die zweite italienische Liga zu Zinella Bologna. 2010 wurde der Zuspieler vom Erstligisten M. Roma Volley verpflichtet. Ein Jahr später kehrte er in seine Heimat zurück, wo er zunächst bei Boca Río Uruguay Seguros und ein Jahr später bei Buenos Aires Unidos spielte. Mit der argentinischen Nationalmannschaft erreichte er bei den Olympischen Spielen 2012 in London das Viertelfinale. 2013 wechselte Uriarte zu Skra Bełchatów, mit dem er 2014 polnischer Meister und 2016 polnischer Pokalsieger wurde. Mit der Nationalmannschaft gewann er 2015 im kanadischen Toronto die Panamerikanischen Spiele. Seit 2017 spielt Uriarte in Brasilien bei Sada Cruzeiro Vôlei.